# لئاندرو گرکو
لئاندرو گرکو (انگلیسی: Leandro Greco؛ زادهٔ ۱۹ ژوئیهٔ ۱۹۸۶) بازیکن فوتبال اهل ایتالیا است.
از باشگاه‌هایی که در آن بازی کرده‌است می‌توان به باشگاه فوتبال هلاس ورونا، باشگاه فوتبال المپیاکوس، باشگاه فوتبال آ.اس. رم، باشگاه فوتبال پیاچنزا، باشگاه فوتبال پیزا، باشگاه فوتبال جنوآ، و باشگاه فوتبال لیورنو اشاره کرد.